# Metachroma gundlachi
Metachroma gundlachi es una especie de insecto coleóptero de la familia Chrysomelidae.
Fue descrita científicamente en 1998 por Fernández Garcia.